# Greg McKegg
Greg McKegg (förekommer ibland stavningen Gregg McKegg), född 17 juni 1992, är en kanadensisk professionell ishockeyforward som tillhör Carolina Hurricanes i NHL och spelar för deras primära samarbetspartner Charlotte Checkers i AHL.
Han har tidigare spelat på NHL-nivå för Pittsburgh Penguins, Tampa Bay Lightning, Florida Panthers och Toronto Maple Leafs och på lägre nivåer för Wilkes-Barre/Scranton Penguins, Springfield Thunderbirds, Portland Pirates och Toronto Marlies i AHL samt London Knights och Erie Otters i OHL.
McKegg draftades i tredje rundan i 2010 års draft av Toronto Maple Leafs som 62:a spelare totalt.
Han blev tradad av Penguins till Carolina Hurricanes den 26 februari 2018 i utbyte mot Josh Jooris.

## Statistik
| 2007–2008  | Elgin–Middlesex Chiefs   | AH         | 58  | 64  | 49  | 113 | —   | —  | —  | —  | —  | —  |
|            | St. Thomas Stars         | GOJHL      | 3   | 4   | 1   | 5   | 2   | —  | —  | —  | —  | —  |
| 2008–2009  | Erie Otters              | OHL        | 64  | 8   | 10  | 18  | 22  | 5  | 2  | 1  | 3  | 4  |
| 2009–2010  | Erie Otters              | OHL        | 67  | 37  | 48  | 85  | 32  | 4  | 2  | 1  | 3  | 0  |
| 2010–2011  | Erie Otters              | OHL        | 66  | 49  | 43  | 92  | 35  | 7  | 4  | 1  | 5  | 12 |
|            | Toronto Marlies          | AHL        | 2   | 1   | 0   | 1   | 0   | —  | —  | —  | —  | —  |
| 2011–2012  | Erie Otters              | OHL        | 35  | 12  | 22  | 34  | 32  | —  | —  | —  | —  | —  |
|            | London Knights           | OHL        | 30  | 19  | 22  | 41  | 22  | 15 | 4  | 7  | 11 | 2  |
| 2012–2013  | Toronto Marlies          | AHL        | 61  | 8   | 15  | 23  | 22  | 9  | 3  | 3  | 6  | 10 |
| 2013–2014  | Toronto Maple Leafs      | NHL        | 1   | 0   | 0   | 0   | 0   | —  | —  | —  | —  | —  |
|            | Toronto Marlies          | AHL        | 35  | 9   | 18  | 27  | 12  | —  | —  | —  | —  | —  |
| 2014–2015  | Toronto Maple Leafs      | NHL        | 3   | 0   | 0   | 0   | 0   | —  | —  | —  | —  | —  |
|            | Toronto Marlies          | AHL        | 62  | 22  | 15  | 37  | 39  | 5  | 2  | 0  | 2  | 12 |
| 2015–2016  | Florida Panthers         | NHL        | 15  | 2   | 0   | 2   | 2   | 1  | 0  | 0  | 0  | 2  |
|            | Portland Pirates         | AHL        | 47  | 10  | 13  | 23  | 22  | 3  | 1  | 0  | 1  | 2  |
| 2016–2017  | Florida Panthers         | NHL        | 31  | 3   | 3   | 6   | 11  | —  | —  | —  | —  | —  |
|            | Springfield Thunderbirds | AHL        | 7   | 2   | 2   | 4   | 2   | —  | —  | —  | —  | —  |
| NHL totalt | NHL totalt               | NHL totalt | 50  | 5   | 3   | 8   | 13  | 1  | 0  | 0  | 0  | 2  |
| AHL totalt | AHL totalt               | AHL totalt | 244 | 62  | 73  | 135 | 116 | 31 | 9  | 6  | 15 | 34 |
| OHL totalt | OHL totalt               | OHL totalt | 262 | 125 | 145 | 270 | 143 | 31 | 12 | 10 | 22 | 18 |